# Diospage
Diospage é um género de traça pertencente à família Arctiidae.